# 卢氏县
卢氏县是中华人民共和国河南省三门峡市下辖的一个县。北邻灵宝市，东连洛宁县、栾川县，南接南阳市西峡县，西和西南与陕西省洛南县、丹凤县、商南县接壤。面积4004平方公里，总人口約32万人，县人民政府驻城关镇。汉元鼎四年（前113年）置县，是河南省面积最大、人口密度最小、平均海拔最高的县，也是河南省省级森林城市。

## 歷史
卢氏县境在10万年前的舊石器時代是盧氏智人的活動範圍，在先史時期有石龙头遗址、虢台遗址、祁寸湾遗址、岗台遗址、火炎遗址、三角城冶铁遗址等考古遺址，在西周時期为虢国的莘地，春秋時為陰戎所居，史書最早關於盧氏的記載是《竹書紀年》中對前456年晉國占領此地的記載，三家分晋后韩宣王置三川郡，卢氏县境属之，後秦國攻韓取三川郡，前205年，汉高祖劉邦改三川郡为河南郡。
汉武帝元鼎四年（前113年）始置卢氏县，屬弘农郡。西晋归上洛郡，前秦苻健侨置青州于此，東晉永和十二年（356年）第二次桓溫北伐一度攻至盧氏。劉宋元嘉二十七年（450年）第二次元嘉北伐期間一度占領盧氏並以之為跳板進攻弘農。北魏析盧氏縣境置南陝縣、石城縣、朱陽縣。西魏在盧氏縣設義川郡，隋開皇三年（583年）廢郡改州設置虢州，大業三年（607年）廢州屬河南郡。
隋义宁元年（617年）析卢氏县、弘农县、桃林县置虢郡，治所在盧氏縣。唐武德元年（618年）改虢州，贞观八年（634年）遷治弘农，宋金因之。元朝以嵩县、栾川县、卢氏县属南阳府嵩州。明洪武元年（1368年），时任知县李可民主持修建城墙，墙高一丈五尺，壕沟深一丈，东门文华门，南门望洛门，西门平理门，北门仰恩门，洪武三年（1370年）劃归河南府陝州，清朝屬河南府。
民国二年（1913年），属豫西道。民国三年（1914年）豫西道改河洛道。民国九年（1920年），卢氏大旱，发生饥荒。1923年8月到1924年6月，卢氏县接连发生三次民变。民国十七年（1928年），河洛道废，直属河南省。民国二十年（1931年），属陕州十一区专员公署。民国二十三年（1934年），红二十五军占领卢氏，成为红军鄂豫陕根据地的核心区域。民国二十七年（1938年）12月，中共决定在卢氏县建立共产党组织。民国三十六年（1947年）8月，属河南省第一专署。10月，卢氏县的三川镇、栾川镇、陶湾镇、庙子镇划归新设的栾川县。
1949年属陕州专区，1951年春卢氏县土地改革运动开始，1952年4月8日年卢氏县划归洛阳专区，1953年4月27日，卢氏县展開肃反运动，1957年9月2日卢氏县开始反右运动。1958年秋天，卢氏县由于大批劳力参加大炼钢铁，严重影响了农业生产，發生大饥荒。文化大革命期間的1968年，卢氏县发生多起武斗事件。文革結束後的1986年设立三门峡市，卢氏为其属县。2007年7月下旬，卢氏县发生特大洪灾。2020年2月26日，河南省政府批準盧氏縣等14個縣退出貧困縣。

## 地理
卢氏县位于河南省西部，三门峡市西南部，东与洛阳市的洛宁县和栾川县相连；西与陕西省商洛市的洛南县相邻；南接南阳市西峡县和陕西省商洛市的丹凤县、商南县；北与灵宝市相接，总面积4004平方公里。卢氏县地跨崤山、熊耳山、伏牛山，地勢西南高东北低，主要由山地丘陵和河谷盆地组成，全县平均海拔1221米，境内海拔最高点为2057.9米的玉皇尖。卢氏县地處黄河流域和长江流域之間，北部的洛河和杜关河属黄河水系，流域约占县境七成；南部的老灌河、淇河为汉江支流丹江的上游，流域约占县境三成。全县共有2400多条河流涧溪，其中流域面积在100平方公里以上的河流有14条。全县水资源总量8.46亿立方米，地表水年均径流量8.4亿立方米，可开发利用总量达4.66亿立方米。
卢氏县共有366,354.89公顷的土地。截至2019年，林地占比达80.2%。已發現的矿藏共有52种，占河南全省已发现矿种数的49.1%，其中金属矿产22种，非金属矿产30种，现已开发利用19种，潜在经济价值超过1万亿元人民币，钼矿探明资源储量3.7亿吨，居河南省前列；铁矿储量7,800万吨，远景储量1.5亿吨，居河南省第二位；锑矿和锂矿为河南特色矿产，锑矿查明资源储量337.08万吨，金属量10.4万吨；锂矿及稀有金属查明储量矿石量789.47万吨，锂金属量5.82万吨，铌钽金属量1.84万吨，同体共生氧化铯570吨，氧化铍1,650吨，氧化铷809吨。縣境南部的优质化工灰岩探明资源储量6.12亿吨，被认为是长江以北最优质的化工灰岩。
卢氏县植被保存良好，有各种植物2,400余种，野生中药材1,200余种，是中国十大中药材基地县，有中國国家重点保护野生植物21种，其中一级重点保护植物有银杏、红豆杉、南方红豆杉、水杉；二级保护植物有秦岭冷杉、油麦吊云杉等17种。有野生动物400余种，中國国家重点保护野生动物46种，其中一级重点保护野生动物有華北豹、林麝、黑鹳、金雕、白肩雕、白尾海雕，二级重点保护野生动物有红腹锦鸡、大鲵等40种。
卢氏县地处亚热带与暖温带的过渡带，具有大陆性季风气候的特点。春秋较短，冬夏较长，昼夜温差大。年降水量为646.9毫米，全年日照时数2021.2小时，年平均气温12.6°C，极端最高气温40.6°C，极端最低气温-18.8°C，无霜期为184天。卢氏县森林覆盖率69.34%，南部山区超过90%，大气环境质量优良天数达90%以上，是河南省省级森林城市，也是国家主体功能区建设试点示范县。
| 盧氏縣氣候詳細數據（1971年−2000年）       | 盧氏縣氣候詳細數據（1971年−2000年） | 盧氏縣氣候詳細數據（1971年−2000年） | 盧氏縣氣候詳細數據（1971年−2000年） | 盧氏縣氣候詳細數據（1971年−2000年） | 盧氏縣氣候詳細數據（1971年−2000年） | 盧氏縣氣候詳細數據（1971年−2000年） | 盧氏縣氣候詳細數據（1971年−2000年） | 盧氏縣氣候詳細數據（1971年−2000年） | 盧氏縣氣候詳細數據（1971年−2000年） | 盧氏縣氣候詳細數據（1971年−2000年） | 盧氏縣氣候詳細數據（1971年−2000年） | 盧氏縣氣候詳細數據（1971年−2000年） | 盧氏縣氣候詳細數據（1971年−2000年） |
| 月份                                      | 1月                                 | 2月                                 | 3月                                 | 4月                                 | 5月                                 | 6月                                 | 7月                                 | 8月                                 | 9月                                 | 10月                                | 11月                                | 12月                                | 全年                                |
| ----------------------------------------- | ----------------------------------- | ----------------------------------- | ----------------------------------- | ----------------------------------- | ----------------------------------- | ----------------------------------- | ----------------------------------- | ----------------------------------- | ----------------------------------- | ----------------------------------- | ----------------------------------- | ----------------------------------- | ----------------------------------- |
| 平均高温 °C（°F）                         | 5.9 (42.6)                          | 8.4 (47.1)                          | 13.6 (56.5)                         | 21.2 (70.2)                         | 25.6 (78.1)                         | 29.6 (85.3)                         | 30.9 (87.6)                         | 29.8 (85.6)                         | 24.9 (76.8)                         | 19.9 (67.8)                         | 13.6 (56.5)                         | 7.9 (46.2)                          | 19.3 (66.7)                         |
| 平均低温 °C（°F）                         | −5.6 (21.9)                         | −3.2 (26.2)                         | 1.5 (34.7)                          | 7.7 (45.9)                          | 12.1 (53.8)                         | 16.8 (62.2)                         | 20.4 (68.7)                         | 19.5 (67.1)                         | 14.0 (57.2)                         | 7.9 (46.2)                          | 1.4 (34.5)                          | −4.1 (24.6)                         | 7.4 (45.3)                          |
| 平均降水量 mm（）                         | 6.2 (0.24)                          | 9.9 (0.39)                          | 27.1 (1.07)                         | 43.0 (1.69)                         | 61.3 (2.41)                         | 75.4 (2.97)                         | 122.9 (4.84)                        | 103.1 (4.06)                        | 85.2 (3.35)                         | 58.7 (2.31)                         | 23.3 (0.92)                         | 6.1 (0.24)                          | 622.2 (24.49)                       |
| 平均降水天数（≥ 0.1 mm）                  | 4.3                                 | 4.9                                 | 8.4                                 | 8.6                                 | 9.8                                 | 11.0                                | 14.0                                | 12.8                                | 11.4                                | 9.5                                 | 6.2                                 | 3.3                                 | 104.2                               |
| 平均相對濕度（％）                        | 64                                  | 64                                  | 66                                  | 64                                  | 69                                  | 70                                  | 78                                  | 80                                  | 81                                  | 78                                  | 72                                  | 66                                  | 71.0                                |
| 月均日照時數                              | 160.8                               | 140.1                               | 150.7                               | 179.9                               | 198.7                               | 195.9                               | 199.5                               | 195.6                               | 151.2                               | 156.0                               | 152.6                               | 158.5                               | 2,039.5                             |
| 可照百分比                                | 51                                  | 46                                  | 41                                  | 46                                  | 46                                  | 46                                  | 46                                  | 47                                  | 41                                  | 45                                  | 49                                  | 52                                  | 46                                  |
| 来源：China Meteorological Administration |                                     |                                     |                                     |                                     |                                     |                                     |                                     |                                     |                                     |                                     |                                     |                                     |                                     |

## 政治

### 現任領導
卢氏县现任县委书记是2021年8月12日在中共卢氏县委第十三次党代会第三次全体会议上当选的王清华。现任县长是2021年10月23日卢氏县第十四届人民代表大会第七次会议举行第二次全体大会上当选县长职务的刘万增，2021年7月7日起其同时担任中共卢氏县委副书记。卢氏县现任人大常委會主任是2022年4月16日在卢氏县第十五届人民代表大会第一次会议上當選的狄罡，現任政协主席是2022年4月21日在政协卢氏县十届一次会议上當選的吴文峡。
| 机构     | · 中国共产党 · 卢氏县委员会 · 书记 | 卢氏县人民代表大会 常务委员会 主任 | 卢氏县人民政府 县长 | · 中国人民政治协商会议 · 卢氏县委员会 · 主席 |
| -------- | ---------------------------------- | ---------------------------------- | ------------------- | -------------------------------------------- |
| 姓名     | 王清华                             | 狄罡                               | 刘万增              | 吴文峡                                       |
| 民族     | 汉族                               | 汉族                               | 汉族                | 汉族                                         |
| 籍贯     | 河南陝縣                           |                                    | 河南郟縣            |                                              |
| 出生日期 | 1968年6月（56—57歲）               |                                    | 1978年9月（46歲）   |                                              |

### 行政區劃
卢氏县下辖兴贤里街道、城关镇、杜关镇、五里川镇、官道口镇、朱阳关镇、官坡镇、范里镇、东明镇、双龙湾镇、文峪乡、横涧乡、双槐树乡、汤河乡、瓦窑沟乡、狮子坪乡、沙河乡、徐家湾乡、潘河乡和木桐乡，共1個街道，9个镇、10个乡，包括271个行政村，39个居委会，3,114个村民小组、4,113个自然村、18,560个居民点。
1947年，三川镇、栾川镇、陶湾镇、庙子镇划归新设的栾川县。1949年，灵宝县官道口街北半部和百间房村、岭南村、秋凉河村划归卢氏县。1994年，杜关乡改為杜关镇。 1995年，五里川乡改為五里川镇，官道口乡改為官道口镇。1996年，朱阳关乡改為朱阳关镇。1997年，官坡乡改為官坡镇。2000年，范里乡改為范里镇。2001年，城郊乡改為东明镇。2010年，磨沟口乡改為双龙湾镇。
| 社区      | 村委会     |        |    |    |        |
| 411224001 | 兴贤里街道 |        | 3  | 0  | 472200 |
| 411224100 | 城關鎮     | 64.00  | 19 | 0  | 472200 |
| 411224101 | 杜關鎮     | 201.00 | 1  | 18 | 472200 |
| 411224102 | 五里川鎮   | 168.20 | 1  | 13 | 472200 |
| 411224103 | 官道口镇   | 211.00 | 1  | 16 | 472200 |
| 411224104 | 朱陽關鎮   | 137.50 | 1  | 9  | 472200 |
| 411224105 | 官坡鎮     | 268.21 | 1  | 13 | 472200 |
| 411224106 | 范里鎮     | 311.62 | 2  | 34 | 472200 |
| 411224107 | 東明鎮     | 207.60 | 2  | 21 | 472200 |
| 411224108 | 雙龍灣鎮   | 146.05 | 1  | 12 | 472200 |
| 411224200 | 文峪鄉     | 235.79 | 1  | 26 | 472200 |
| 411224201 | 橫澗鄉     | 248.42 | 1  | 25 | 472200 |
| 411224203 | 雙槐樹鄉   | 136.49 | 1  | 10 | 472200 |
| 411224204 | 湯河鄉     | 151.69 | 1  | 11 | 472200 |
| 411224205 | 瓦窯溝鄉   | 247.37 | 1  | 11 | 472200 |
| 411224206 | 獅子坪鄉   | 240.92 | 0  | 9  | 472200 |
| 411224207 | 沙河鄉     | 142.61 | 0  | 12 | 472200 |
| 411224208 | 徐家灣鄉   | 159.78 | 1  | 8  | 472200 |
| 411224209 | 潘河鄉     | 253.22 | 1  | 13 | 472200 |
| 411224210 | 木桐鄉     | 185.99 | 0  | 8  | 472200 |

## 经济
卢氏县經濟以農業為主，农作物主要有小麦、玉米、大豆、烟叶、油料等，出產连翘、天麻、麝香等中药材，特产有猴头菇、黑木耳、蜂蜜、貂皮等，重点发展烟叶、核桃、连翘、香菇等特色农业产业。食用菌、中药材、畜牧养殖和林下經濟是卢氏農業的支柱產業，擁有3亿袋盧氏香菇袋料、100万亩卢氏核桃、100万亩卢氏连翘和1200余亩大棚蔬菜，获全国食用菌产业化建设示范县、国家出口香菇质量安全示范区、全国优秀香菇出口基地县、卢氏连翘中国特色农产品优势区、河南省中药材产业发展十强县称号。卢氏县素有“天然药库”和“一步三药”之稱，為河南省十大优质药材生产基地县，卢氏连翘被中國家质检总局认定为原产地域保护品种，并獲中國农业农村部农产品地理标志登记。工业主导产业为农副产品精深加工、医药生产和金属非金属精深加工。旅游业也是卢氏县的重要經濟支柱，2015年卢氏县接待游客854万余人次，实现旅游业总收入61.7亿余元。
卢氏县地處秦巴山区连片貧困地区，2016年全县贫困发生率达18.9%，居河南省之首，卢氏县从2016年开始进行大规模扶贫搬迁，截至2021年2月，卢氏县有8,727户31,353人进行了扶贫搬迁，建造了55个搬迁安置点，其中横涧乡营子村的兴贤里社区是河南省最大的易地扶贫搬迁小区，居住有來自全县18个乡镇的2,757户11,227人。2020年卢氏县全体居民人均可支配收入17195.5元，城镇居民人均可支配收入29184元，农村居民人均可支配收入11478.7元。2020年2月26日河南省政府批準盧氏縣退出貧困縣。2021年3月卢氏县被列为河南省乡村振兴重点帮扶县。
2020年，卢氏县完成生产总值119.3687億元，其中第一产业27.8228億元，第二产业33.8671億元，第三产业57.6788億元，三次产业比例为23.3:28.4:48.3。全縣粮食种植面积31,159.7公顷，其中小麦占13,308公顷，全县粮食产量137,262吨，另有3,611公顷的蔬菜和326公顷的油料。全年高新技术产业完成工业增加值18,655万元，建筑业实现增加值124,544万元。全年商品销售额803,596万元中社会消费品零售总额453,206万元，其中批发业销售额253,114万元、零售业448,176万元、住宿业14,857万元、餐饮业87,449万元。
卢氏县人民政府委托河南省城乡规划设计研究总院有限公司编制的《卢氏县城乡总体规划（2016－2035）》將卢氏县分为县域、城市规划区和中心城区三个层次。县域为卢氏县整个行政管理范围；城市规划区涉及城关镇、东明镇、横涧乡、文峪乡、范里镇五个乡镇，总面积约134平方公里；中心城区建设用地范围北至三淅高速，东至火炎村，南至蒙华铁路，西至三淅高速洛河桥，总面积22平方公里。形成以城關鎮为中心的中部城镇组群、以官道口镇为中心的北部城镇组群、以五里川镇为中心的東南部城镇组群，官坡镇为中心的西南部城镇组群。

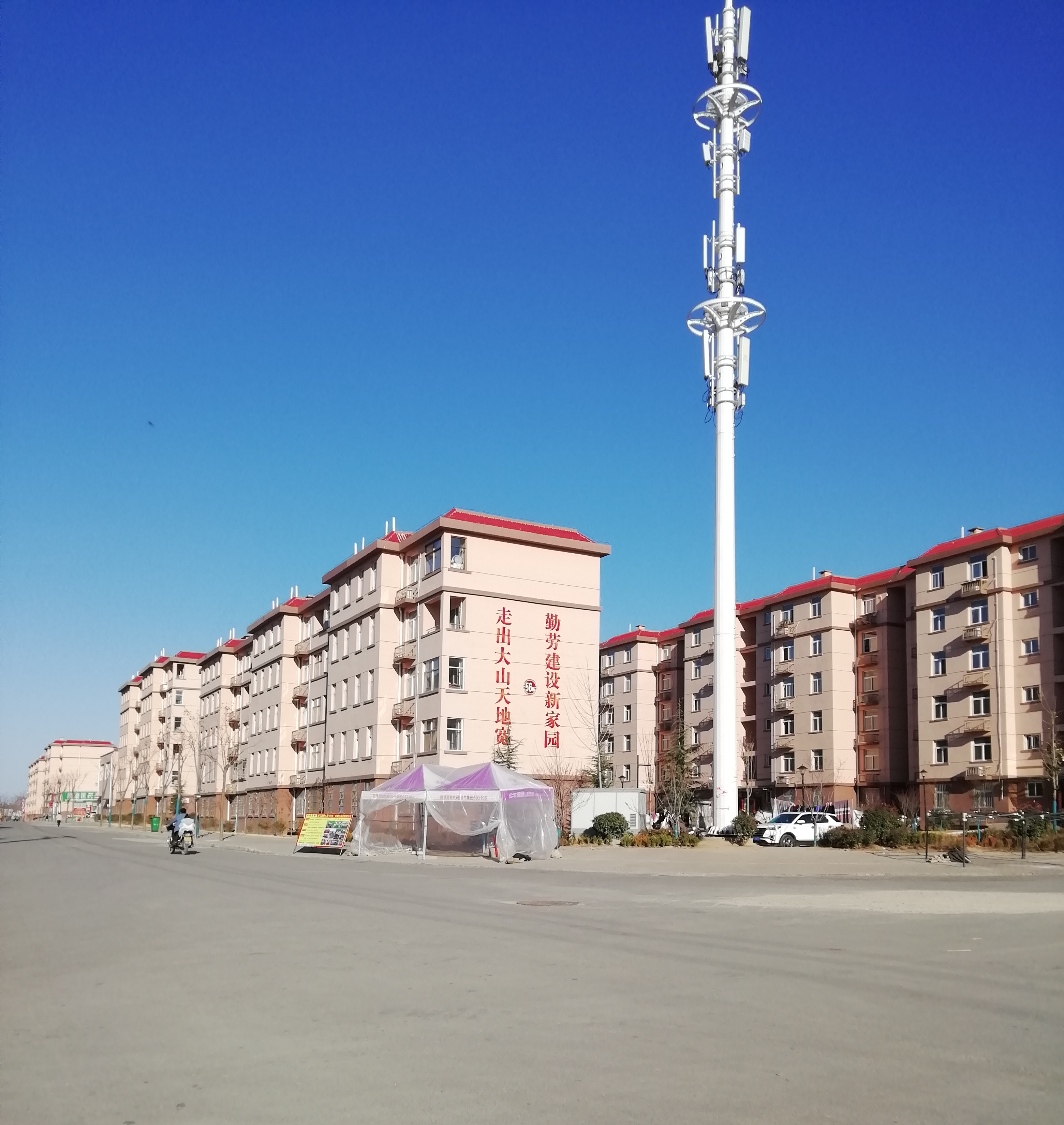
卢氏扶貧搬遷工程兴贤里社区

| 年份   | GDP       |
| ------ | --------- |
| 2014年 | 73.9亿元  |
| 2015年 | 78.2亿元  |
| 2016年 | 85.5亿元  |
| 2017年 | 91.1亿元  |
| 2018年 | 98.7亿元  |
| 2019年 | 115.6亿元 |
| 2020年 | 119.4亿元 |
| 2021年 | 129.6亿元 |

## 交通

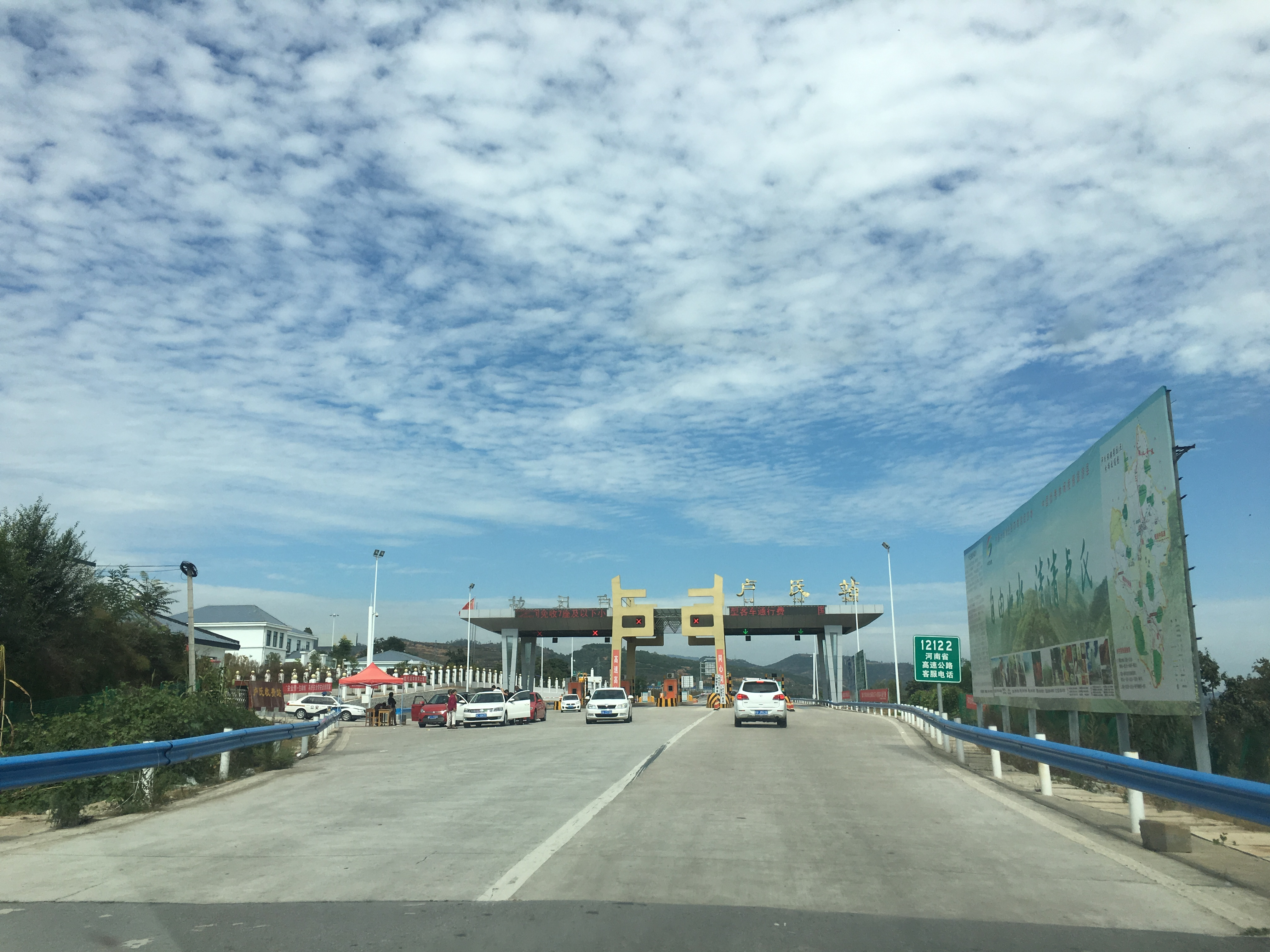
卢氏县城的高速出口

### 公路
三淅高速公路灵宝至卢氏段和郑卢高速公路洛宁至卢氏段於2012年12月31日建成通车，將卢氏县城到三门峡市区和鄭州市區的車程缩短一半。栾川至卢氏高速公路於2019年3月22日正式开工建设卢氏段。受2019冠狀病毒病疫情影響，2020年卢氏县公路货运周转量202,422万吨/公里，同比下降8.0%，公路客运周转量65,993万人/公里，同比下降35.0%。2021年12月27日，卢氏至洛南高速公路開始动工。

### 铁路
卢氏县境内有浩吉铁路经过，归中国铁路西安局集团管理，设卢氏站和五里川站两个货运站。
| 名称     | 介绍                                                                             |
| -------- | -------------------------------------------------------------------------------- |
| 卢氏站   | 卢氏站位于横涧乡照村，2019年10月建设完毕投入使用，未来规划作为客货兼办的三等站。 |
| 五里川站 | 五里川站位于五里川镇，2019年10月建设完毕投入使用。                               |

### 桥梁
南寺大桥建於洛河原南寺渡口，於1960年2月动工修建，同年8月19日竣工通车，为六孔石拱橋，全长219.3米，桥面宽7米，载重13吨。迎賓洛河大橋于2017年10月开工，2018年12月4日正式通车，全长320米，為宽40米的双向六车道。

### 街道
| 走向   | 名稱 |
| ------ | --- |
| 东西向 | 九龙路—龙山路、崤山路—西关街—西大街—东大街—解放路、靖华路、滨河路、209国道改线—熊耳路、洛南大道—长征路。                             |
| 南北向 | 洛西桥路、渠河北路—渠河南路、西苑北路—西苑南路、新建路—新建南路、迎宾路—迎宾南路、清惠路、东明路—燕居路、卢傲北路—卢傲南路、东环路。 |

## 社會

### 人口
2020年第七次全国人口普查時，盧氏縣共有常住人口为31.7132萬人，其中男性16.2526萬人，女性15.4606萬人。年齡構成為0-14岁占20.23%，15-59岁占60.32%，60岁及以上占19.45%。居住在城镇的人口为13.8395萬人，占43.64%；居住在乡村的人口为17.8737萬人，占56.36%。卢氏县除了汉族尚有26个少數民族，其中回族人口最多。

### 設施

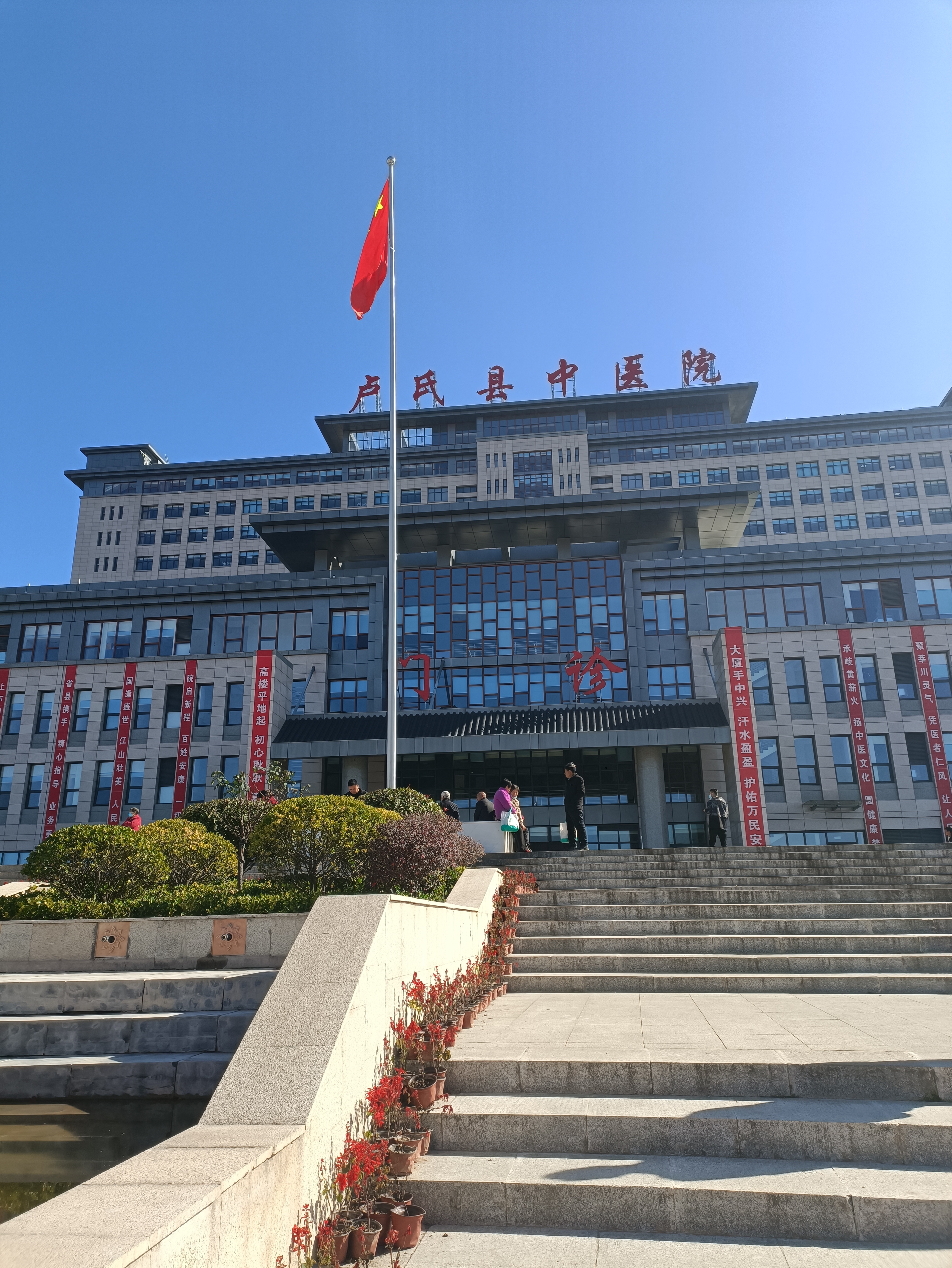
卢氏县中医院新址

2020年卢氏縣有文化館1個，圖書館1個，廣播電視台1座，社區養老機構14個；有3座二級以上醫院，24個衛生院，疾病控制中心和婦幼保健院各1個，共有編制床位1568張，其中2021年6月建成的盧氏縣中醫院總面積13.3萬平方米，有816個床位。

### 教育
至2019年，卢氏县共有206所学校，其中初中25所，小学33所，教学点80个，特殊教育学校一所，民办九年一贯制学校一所，普通高中两所，职业学校两所，独立设置的幼儿园62所。在校生共计58,664人，其中小学23,215人，中学14,370人，高中6,557人，职专903人，幼儿园13,619人。全縣共有教职工3,700人，其中在编教职工3,440人，特岗教师260人。2019年盧氏縣教育部門投入資金1.35億元，改善10所鄉村小規模學校，建設7所鄉鎮寄宿制學校，改擴建17所中小學。2020年，卢氏县15岁及以上人口平均受教育年限9.2年，大學以上學歷占比6.664%，高中學歷占比14.866%，初中學歷占比39.944%，小學學歷占比29.254%。

### 治安
在扫黑除恶专项斗争中，卢氏县政府划拨专项经费50万元，卢氏县公安局和各乡镇分别出台政策，建立《涉黑涉恶线索发现移交机制》及扫黑办例会、联席会等11项工作机制，2018年共侦办涉恶案件37起71人，全年刑事零发案达112天，2018年上半年卢氏县在河南省公众安全感排名中位居第九位。2018年10月，全县19个乡镇的288名村党支部书记全程旁听了横涧乡一农村恶势力团伙的庭审。

## 文化

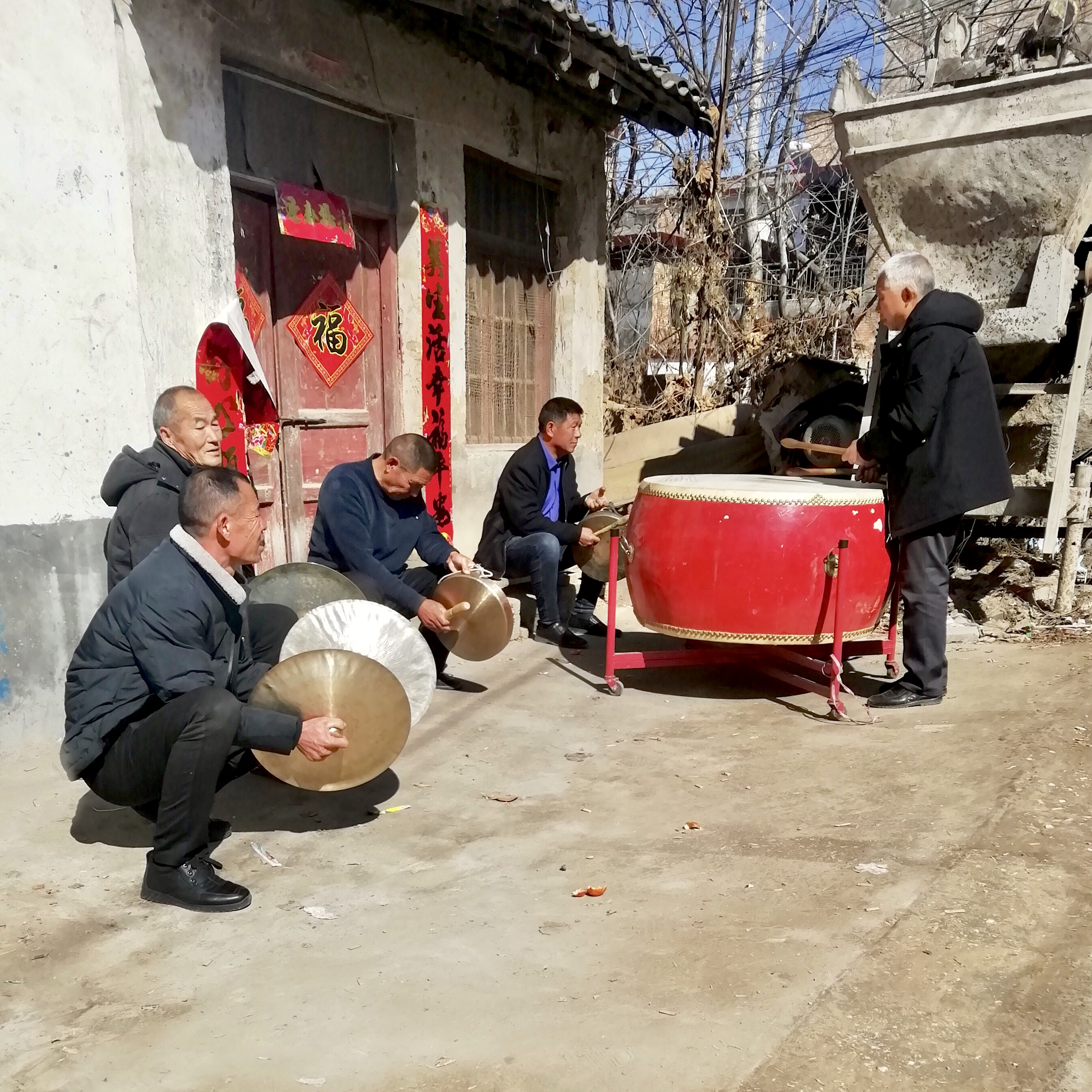
卢氏县照村村民敲锣打鼓迎新年

### 节庆
卢氏庙会主要有火神庙会、奶奶庙会、药王庙会等，原属中國民间信仰的报赛酬神活动，后逐渐转移到佛寺和道观中进行，多由当地人组织募捐请剧团唱戏，表演蒲剧、秦腔、眉户剧、河南曲剧、河南梆子、皮影戏等传统戏剧，而后在寺庙或神棚烧香祈福。節慶時人們會貼盧氏剪紙，春節主要剪窗花，正月十三在門上貼用黃金紙剪的金牛，正月十五剪燈籠花。新年時村民會走數公里的山路互相拜年。正月十四至十六组织社火，举行舞狮、舞龙灯表演，也有旱船队、花鼓队的演出。從2021年開始每年三月連翹花盛花期舉辦卢氏县连翘花季文旅活動。

### 飲食
卢氏人多吃面食，常见的食物有滷麵、糊涂面、浆面条、米汤、拽面、凉皮、油卷馍、糖包馍、饺子、肉夹馍等。卢氏傳統酒席最常见的是“八碗席”，其中每碗八片的红烧条子肉两碗，酥肉、丸子、丝条、白菜各一碗，冷菜两碗。不带酒的称为干八碗，带酒的必有四个盘或九个碟的下酒菜。卢氏县出產的中国地理标志产品有卢氏连翘、卢氏黑木耳、卢氏鸡、卢氏核桃、卢氏绿壳蛋，是河南全省地理标志产品最多的县。另有卢氏蜂蜜、盧氏香菇、卢氏麻片、卢氏猴头、卢氏沙梨、豫西黑猪等特產。

### 旅游

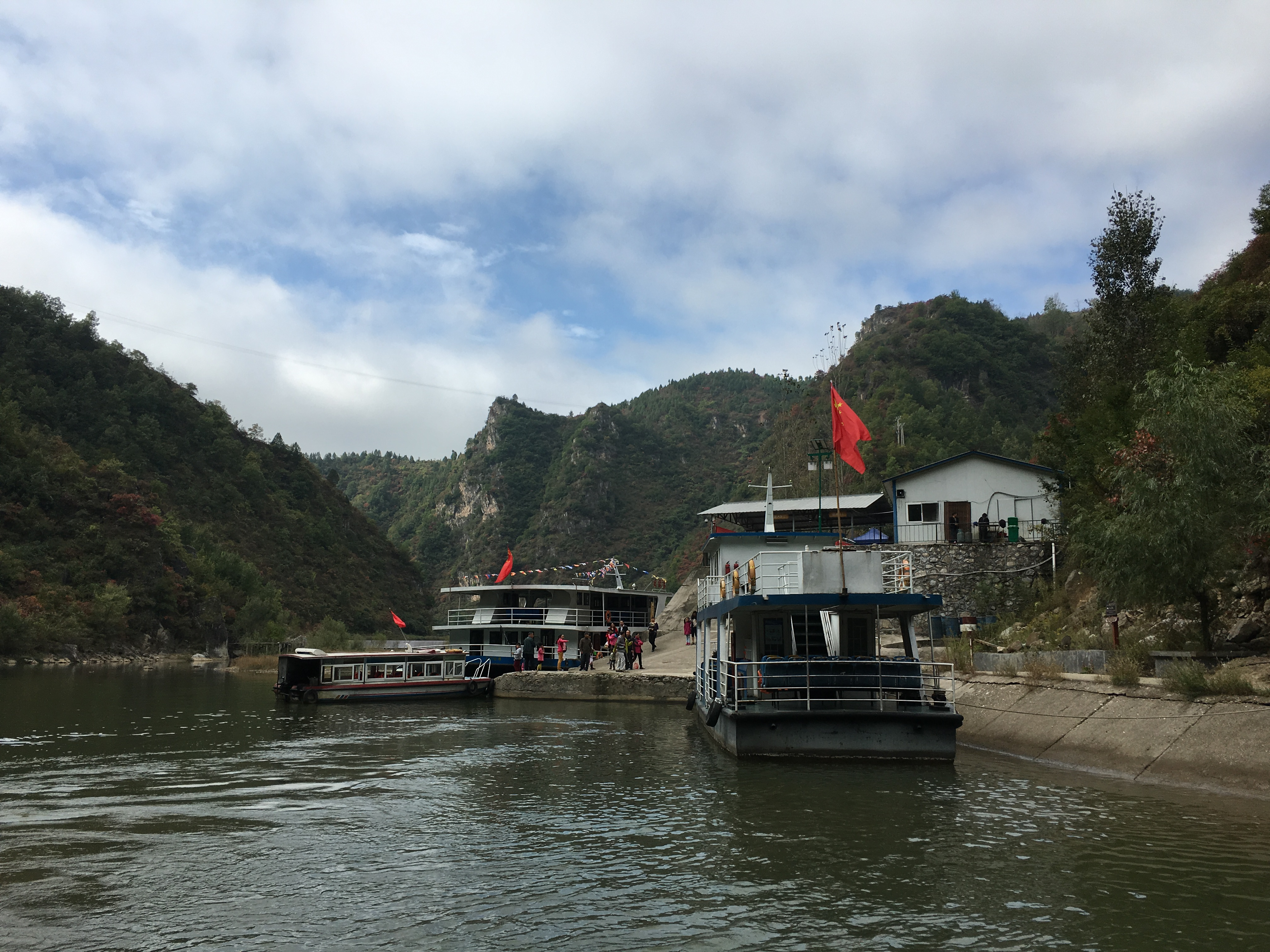
卢氏县双龙湾景区

卢氏县被誉为“中原绿宝石”和“豫西后花园”，2020年11月27日，河南省林业局授予卢氏县“省级森林城市”荣誉称号。传统的卢氏八景有东涧瀍桥、高村古渡、南寺晓钟、洞庭明月、柳林烟雾、熊山积雪、西霞晚照、铁岭层云，传统的卢氏八处为神禹导洛处、范蠡隐居处、虢国初都处、扁鹊丹灶处、士贵故里处、李密断头处、郭贞墓田处、延钊屯兵处。其他自然景观有卢氏县樱桃沟、豫西大峡谷、双龙湾、熊耳山等，人文景观有照村河神庙、卢氏城隍庙、李密墓、王伯当墓、卢氏县县委土坯房等，其中盧氏城隍廟是中國全國重點文物保護單位。2020年7月，卢氏县入選第二批革命文物保护利用片区分县。

### 非遺
盧氏縣的中國国家级非物质文化遗产有卢氏剪纸和卢氏锣鼓书，二者和卢氏木版年画、汤河洗浴习俗、卢氏劳号、卢氏面塑、槲包制作技艺、卢氏烙画被列入河南省省级非物质文化遗产保护名录和三門峽市市级非物质文化遗产保护名录，列入三門峽市市级的非遗项目还有卢氏光明麻片、“十三花”传统宴席、段氏指针经络正骨法、手工空心挂面、九蒸九晒技艺，列入县级非物质文化遗产保护名录的共205项。三門峽市市级非遗项目代表性传承人的有51人，县级非遗项目传承人有144人。

### 禮俗
盧氏縣傳統婚姻模式有订婚、下书、请媒人、行礼、迎亲、回媒、祝三天、住十日、认亲、追节等礼节，现代婚姻仪式逐渐从简，过程通常只有见面、看家、扯衣服、订婚、行礼、结婚等。結婚時會貼俗稱「頂棚花」、「團花」的剪紙，中間是紅雙喜，周圍是富貴不斷頭圖樣，四角的角花大多為蝴蝶圖案。傳統葬俗中在遺體的枕頭上貼雲、日、月、雞等圖案的紙花，遗体会放在房屋的大厅中央以供瞻仰，由邻居去向亲友报丧，主人按远近亲疏分给携纸来吊的亲友多少不等的白布以做头布、孝帽、孝服之用，谓之“破孝”。家属会在晚上进行守灵并请来唢呐乐队为死者送行。三天后土葬，近亲属随灵柩送葬，兒子见到成年人都要叩头。一周年、二周年，近亲属到坟上祭奠，主人招待，为小期数。三周年系终服期为大期数，亲属前来祭奠。近年來葬俗逐漸從簡，火葬逐漸取代土葬。